# Smith Wigglesworth

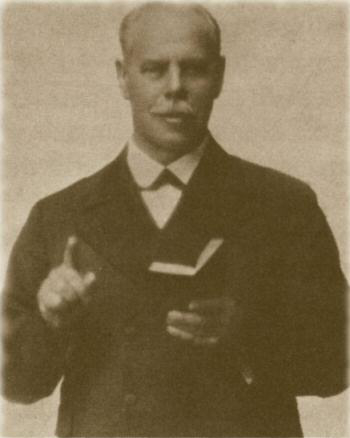
Smith Wigglesworth

Smith Wigglesworth (* 8. Juni 1859 in Menston, Yorkshire, England; † 12. März 1947) war ein britischer Evangelist, Pfingstprediger, Geistheiler und Autor. Er hatte mit seinen Predigten und Heilungsversammlungen großen Einfluss auf die Pfingstbewegung und deren Wachstum im 20. Jahrhundert.

## Leben
Wigglesworth wuchs als eines von vier Kindern des Handwerkers John und Martha in einer armen Familie auf. Er hatte zwei Brüder und eine Schwester. Schon als Kind musste er sowohl zu Hause, in der Rübenernte und in einer Wollspinnerei arbeiten, sodass er keine Schule besuchen konnte. Nach seines Vaters Wunsch besuchte er die anglikanische Kirche, sein Bruder und er sangen im Chor mit. 1872, als er 13 Jahre alt war, zog die Familie in die Stadt Bradford um. Mit seiner Großmutter besuchte er hier nun die Versammlungen der methodistischen Kirche. Mit 16 Jahren arbeitete er ehrenamtlich bei der Heilsarmee, die nach Bradford gekommen war. Ein Handwerker der Plymouth-Brüder, mit dem er arbeitete, unterrichtete ihn zudem in biblischer Lehre, und er ließ sich 1876 taufen. 1877, mit 18 Jahren, zog er nach Liverpool, wo er weiter als Klempner arbeitete und ehrenamtlich für die Heilsarmee tätig war. Mit 23 Jahren zog er wieder nach Bradford zurück und lernte die Salutistin Mary Jane, genannt Polly, Featherstone kennen, die er am 2. Mai 1882 heiratete. Sie hatten zusammen eine Tochter, Alice, und vier Söhne mit den Namen Seth, Harold, Ernest und George. Sie arbeiteten zusammen ehrenamtlich bei der Bowland Street Mission,  (Bowlandstraße, Bradford, England). Durch seine Frau Polly, die die Bibel gut kannte und fähig war zu lehren, lernte er in der Bibel zu lesen. Sie starb aber bereits im Jahr 1913 an einem Herzinfarkt.
1893 nahm Wigglesworth an einer Konferenz in Keswick teil, wo er eine Geistestaufe erlebte. 1907 besuchte er den anglikanischen Pfarrer Alexander Boddy und dessen Frau Mary in Sunderland während der dortigen Erweckungszeit. Er gab seinen Klempnerberuf auf, um vollzeitlich mit Predigen zu beginnen. Wigglesworth glaubte an Wunder und Krankenheilungen durch Glauben und Gebet, da er für viele Krankheiten Satan als Ursprung annahm, ebenso eigene Sünde, mangelnden Glauben und fehlendes Gottvertrauen.
1914 reiste Wigglesworth in die USA, wo er viele Heilungsversammlungen durchführte. 1915 bis 1920 war er Mitglied der Dachorganisation Pentecostal Missionary Union PMU. 1920, 1925 und 1926 reiste er in die Schweiz, wo er in Bern, Burgdorf, Thun, Zürich, Winterthur und St. Gallen Konferenzen abhielt, was zu wesentlicher Entwicklung und Wachstum der Schweizerischen Pfingstmission (SPM) beitrug. Er war auch an der Aussendung des ersten Missionars der SPM, Joseph Reinhard Gschwend, nach Lesotho beteiligt. Zugleich wurde er zweimal verhaftet, weil er ärztliche Behandlungen ohne Lizenz durchgeführt habe. 1921 ging er nach Norwegen, Schweden und Dänemark. Dort arbeitete er mit dem Pfingstpastor Thomas Ball Barratt zusammen und scharte viele Menschen um sich; in Oslo versammelten sich beispielsweise 5.000 Personen, um Wigglesworth zu hören.
1922 besuchte er Sri Lanka, Australien, Neuseeland und erneut die USA. In der britischen Kolonie Indien und erneut in Sri Lanka weilte er 1926 und 1927 nochmals in Australien und in den USA. Auch in den 1930er Jahren war er noch weltweit als Evangelist und Prediger unterwegs, so erneut in Skandinavien, in den USA und erstmals in Südafrika. Im Dezember 1936 soll er dem Pfingstprediger David du Plessis (Mr. Pentecost) in Südafrika prophezeit haben, dass er eine bedeutende Rolle in einer überkonfessionellen geistlichen Erneuerung spielen würde.
Seit dem Jahr 1930 litt er an Nierensteinen, aber er starb erst im Alter von über 87 Jahren im Jahr 1947.

## Rezeption und Kritik
Viele von Wigglesworths Predigten wurden aufgeschrieben, in Zeitschriften der Pfingstkirchen veröffentlicht und später auch als Bücher publiziert. Über seinen Tod hinaus bis ins 21. Jahrhundert wurden seine Predigten in mehreren Sprachen übersetzt, neu aufgelegt und weiterempfohlen.
Es gibt aber auch Kritiker, die seine Heilungen oder deren Art und Anzahl in Frage stellen, sie gehen dabei meist von Suggestion und Placeboeffekten aus. Sie vermissen zudem objektive Zeugen und Beweismittel, was angesichts der beschränkten Mittel der damaligen Zeit, der Ignorierung und Ausgrenzung durch die etablierten Kirchenkreise schwer zu erreichen war.
Andere Christen bemängeln seine Einseitigkeit in Krankheitsfragen. Wigglesworth war tendenziell gegen ärztliche Behandlungen eingestellt, er hielt Medizin nur etwas für Glaubensschwache. Wer nicht geheilt worden sei, sei durch mangelnden Glauben selber schuld, denn Krankheit sei Folge persönlicher Sünde. Teilweise wendete er bei Gebeten für Kranke auch körperliche Gewalt an, indem er der Person auf den entsprechenden kranken Körperteil schlug. Er selber trug wegen Sehschwäche eine Brille, und er konnte die Krankheit seiner Tochter nicht heilen.

## Schriften

### Zu Lebzeiten
- Ever increasing Faith, Gospel Publishing House, Springfield 1924 (Revidierte Auflage 1992, ISBN 0-88243-494-2; neuste Auflage: CreateSpace Independent Publishing Platform, 2014, ISBN 978-1-4948-9595-2)
- Faith that prevails, Gospel Publishing House, Springfield 1924 (auch 1938; Wilder Publications 200, ISBN 978-1-60459-060-9; neueste Auflage 2012 unter ISBN 978-0-88243-711-8)

### Nach seinem Tod
- The Anointing of His Spirit, Wayne Warner (Hg.), Regal Books, Gospel Light Publications, Ventura 1994
- Only Believe – 180 daily devotional readings, Wayne Warner (Hg.), Servant Publications, Ann Arbor 1996 (Neuauflage: Bridge-Logos, Gainesville 2005)
- Smith Wigglesworth – the complete collection of his life teachings, Albury Publishing, Tulsa 1997 (Neuauflage: Whitaker House, 2008, ISBN 978-1-60374-083-8)
- Smith Wigglesworth Devotional, Whitaker House, 1999, ISBN 978-0-88368-574-7
- On Healing, Whitaker House, 1999, ISBN 978-0-88368-426-9
- On the Holy Spirit, Whitaker House, 1999, ISBN 978-0-88368-544-0
- On Spirt-filled living, Whitaker House, 1999, ISBN 978-0-88368-534-1
- On Heaven – God’s great plan for your life, Whitaker House, 2003, ISBN 978-0-88368-954-7
- On Prayer, Power an Miracles, Destiny Image Publishers, 2006, ISBN 978-0-7684-2315-0
- On the Power of Scripture, Whitaker House, 2009, ISBN 978-1-60374-094-4
- On manifesting the Power of God, Destiny Image Publishers, 2016, ISBN 978-0-7684-0861-4

### Deutsche Übersetzungen
- Immer wachsender Glaube – Das Vermächtnis des Apostels des Glaubens, Asaph 1995, ISBN 978-3-940188-29-8
- Die Salbung des Geistes, Asaph 2006 und 2010, ISBN 978-3-940188-30-4
- Biblische Verheissungen für Trost und Heilung, Asaph 2017,  ISBN 978-3-95459-019-3
- Biblische Verheissungen für die Salbung des Geistes, Asaph 2017, ISBN 978-3-95459-018-6

### Nachschlagewerke
- Frank Hinkelmann: Wigglesworth, Smith. In: Biographisch-Bibliographisches Kirchenlexikon (BBKL). Band 41, Bautz, Nordhausen 2020, ISBN 978-3-95948-474-9.

### Englisch
- Stanley H. Frodsham: With Signs following – the story of the latter day pentecostal revival, Gospel Publishing House, Springfield 1926
- Stanley Frodsham: Smith Wigglesworth – Apostle of Faith, Gospel Publishing House, Springfield, 1948 (AoG England 1949)
- Harry V. Roberts: New Zealand’s greatest revival under Smith Wigglesworth, Pelorus Press, Auckland 1951 (Neuauflage: Wigglesworth down under – the visit of Smith Wigglesworth to Wellington in 1922 – New Zealand’s greatest revival under Smith Wigglesworth by an eyewitness, Jubilee, Wellington 2002)
- A man called Mr Pentecost - David du Plessis as told to Bob Slosser. Logos International, Plainfield NJ 1977
- William Hacking: Smith Wigglesworth remembered, Harrison House, Tulsa 1981 (Neuauflagen mit neuen Titeln: Smith Wigglesworth – A life ablaze with the power of God, 1995; Secrects of Smith Wigglesworth – Personal insights into the miracle life of God’s General, 2002)
- Albert Hibbert: Smith Wigglesworth – the secret of his power, Harrison House, Tulsa 1982 (Neuauflage bei Sovereign World, Tonbridge 1986), ISBN 1-85240-004-8
- Walter J. Hollenweger, Charismatisch-pfingstliches Christentum: Herkunft, Situation, ökumenische Chancen, Vandenhoeck & Ruprecht, Göttingen 1997
- Barry Chant: Heart of Fire, The House of Tabor, Unley Park 1984
- Jack Hywel-Davies: Baptised by fire – The Story of Smith Wigglesworth, Hodder and Stoughton, London 1987; (USA: The Life of Smith Wigglesworth, Servant Publications, Ann Arbor 1987; Neuauflage 2001)
- George Stormont: Wigglesworth – a man who walked with God, Harrison, Tulsa 1989 (Neuauflagen: Sovereign World, Tonbridge 1990; Harrison, Tulsa 2009, ISBN 978-1-57794-975-6)
- David W. Dorries: The Making of Smith Wigglesworth;  Part 1: The Making of the Man; Part 2: The Making of His Message, AOG Heritage Magazine, Flower Pentecostal Heritage Center, Springfield 1992–1993 Missouri, USA.
- Roberts Liardon: God’s Generals – why they succeeded and why some failed, Albury Publishing, Tulsa 1996
- Roberts Liardon: Smith Wigglesworth – The complete Collection of his Life Techings, Albury Publishing, Tulsa 1997
- Desmond Cartwright: The real Smith Wigglesworth – The man, the myth, the message, Sovereign World, Tonbridge 2000
- Julian Wilson: Smith Wigglesworth – the complete Story, Authentic Publishing, Milton Keynes
- William Counsell: Fire beneath the clock,  New Life Publishing, Nottingham 2003
- The Smith Wigglesworth Prophecy and the greatest Revival of all time, Wilmington Group Publishers, Fort Lauderdale 2005
- Philip Taylor: In the Stepps of Smith Wigglesworth – Exploring key locations in the life of the legendary healing evangelist, Oxford 2007
- Michael H. Yeager: The Miracles of Smith Wigglesworth, 2015, ISBN 978-1-5061-8803-4

### Deutsche Übersetzungen
- Stanley H. Frodsham: Smith Wigglesworth – Apostel des Glaubens, Asaph 1974, 13. Auflage,  ISBN 978-3-940188-31-1.
- Roberts Liardon: Gottes Generäle. Warum sie Erfolg hatten und warum einige scheiterten, Adullam, Grasbrunn 2007, ISBN 978-3-931484-10-1, S. 193–223: Smith Wigglesworth. Apostel des Glaubens.
- William Hacking: Was war sein Geheimnis? Private Einblicke in das Leben eines Generals Gottes, Adullam, Grasbrunn 2005, ISBN 978-3-931484-46-0.